# 小豆島町立図書館
小豆島町立図書館（しょうどしまちょうしつとしょかん）は、香川県小豆郡小豆島町安田甲24-1にある公立図書館。
小豆島町立図書館と小豆島町民学習センターを総称して「むとす館」という名称があり、「むとす館」は図書館機能・情報収集提供機能・教育研修機能を併せ持つ。

## 歴史

### 旧館時代（1963年～1992年）

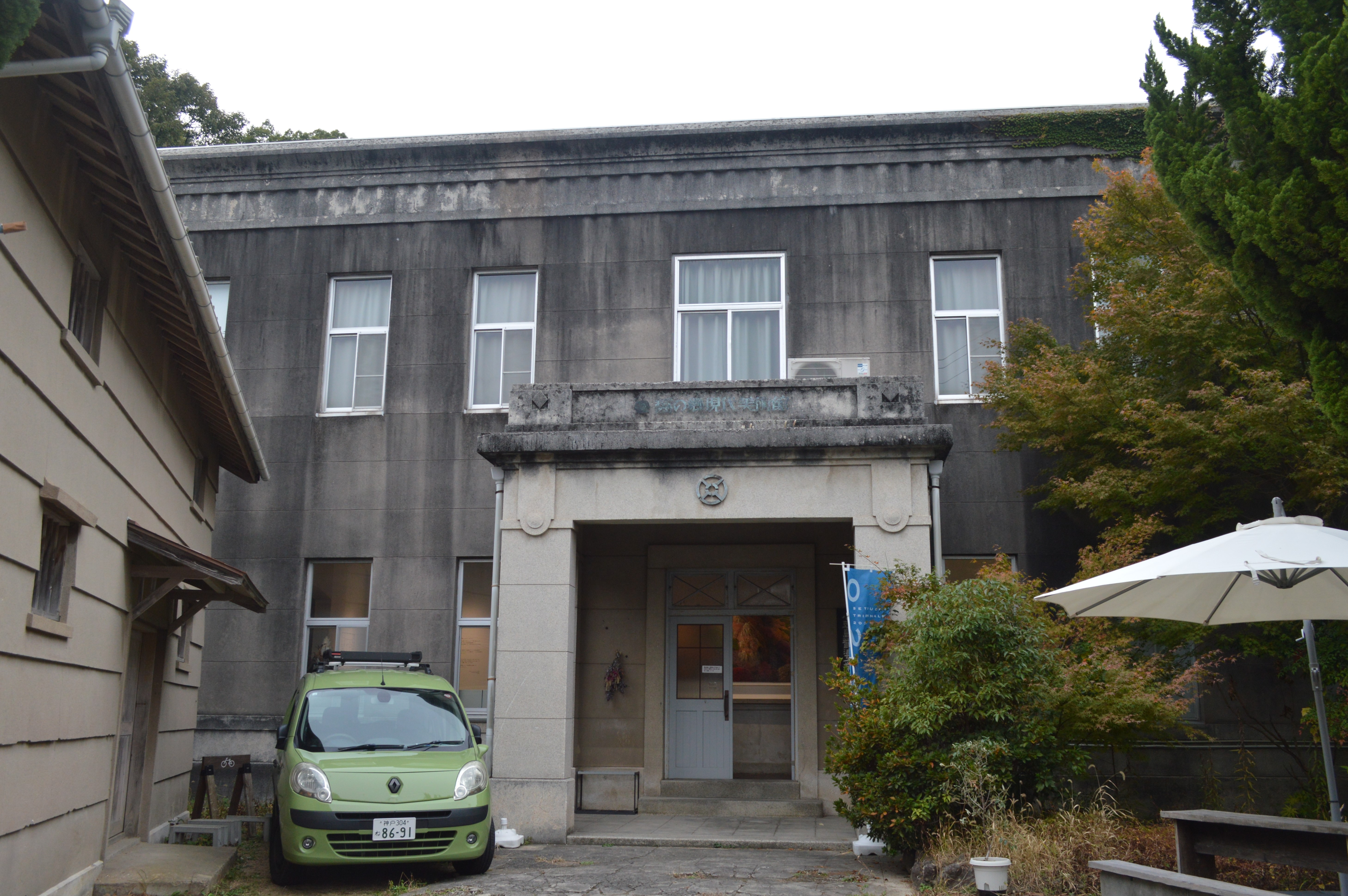
1963年から1992年まで図書館として用いられた建物

1928年（昭和3年）、小豆島初の鉄筋コンクリート造建築として小豆郡苗羽村（のうまそん）に醤油製造同業組合事務所（醤油会館）が竣工した。1963年（昭和38年）9月1日、小豆郡内海町（うちのみちょう）に旧醤油会館を用いて内海町立図書館が開館した。
1966年（昭和41年）8月9日、佐伯報恩会から984冊が寄贈された。1968年（昭和43年）6月23日、内海町立図書館で壷井栄一周忌追悼法会が開催された。
1971年（昭和46年）時点の開館時間は平日が11時から18時、日曜が10時から16時だった。1982年（昭和57年）時点の蔵書冊数は1万6963冊だった。

### 現行館時代（1993年～）
1993年（平成5年）6月15日、内海町安田に内海町立図書館が移転開館した。設計は教育施設研究所であり、延床面積は732m2。2006年（平成18年）3月21日、内海町と池田町が合併して小豆島町が発足し、内海町立図書館は小豆島町立図書館に改称した。

## サービス
- コピー（複写）サービス、レファレンスサービス
- 巡回文庫サービス - 町内各所の公民館および池田子ども文庫
- 全国の電話帳を閲覧可能。
- 郷土作家である壺井栄・壺井繁治・黒島傳治の作品を所蔵している。壺井栄・壺井繁治と交流のあった作家のサイン本、黒島傳治の原稿や愛読書を展示している[7]。

## 利用案内
- 開館時間
  - 10時から18時
- 休館日
  - 月末日、国民の休日（土日の場合は開館）、特別整理期間、年末年始（12月29日から1月3日）
- 館外貸出可能者
  - 小豆島町に在住・通勤・通学する者。ただし町内に住所が無くても、香川県内の公共図書館の利用者カードがあれば利用可。
- 貸出可能冊数
  - 図書雑誌15冊、AV資料1点
- 貸出可能期間
  - 15日間
- 交通アクセス
  - 小豆島オリーブバス 坂手線･田ノ浦線･福田線（南廻り）「安田」バス停から徒歩1分
  - 草壁港より車で約5分